# John Booker
John Booker (Manchester, 23 marzo 1601 – 8 aprile 1667) è stato un astrologo inglese rispettato nella sua carriera per oltre 30 anni.

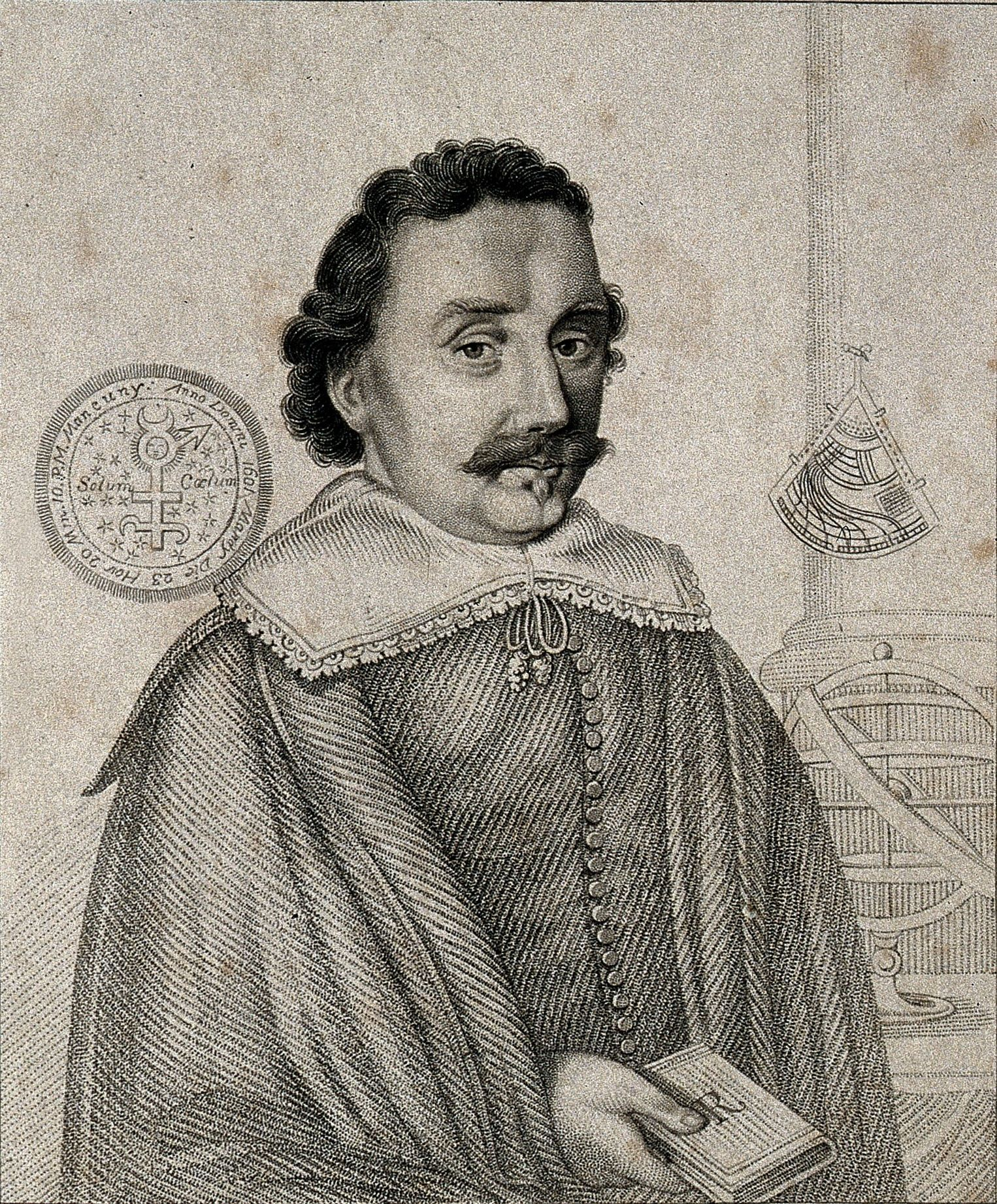
Ritratto. Wellcome Library

Negli anni Quaranta del Seicento fu nominato licenziatario di pubblicazioni matematiche, e quindi in effetti censore di opere astrologiche, per la Stationers' Company. 

## Biografia
Era nato a Manchester il 23 marzo 1601 OS (uguale al 3 aprile 1601); la sua nascita è tra i manoscritti Ashmoleani. Fu apprendista presso un mercante a Londra, insegnò scrittura alla Hadley School nel Middlesex e fu impiegato presso due magistrati cittadini.
Il primo numero del suo almanacco, il Telescopium Uranium, fu pubblicato nel 1631. Ottenne una reputazione dalla previsione della morte di Gustavo II Adolfo di Svezia e Federico V, elettore palatino, fondata su una eclissi solare. Nel 1640 William Lilly aveva un'alta stima di lui, ma litigarono sulle azioni di Booker come licenziatario. Booker si impegnò anche in violente controversie con Sir George Wharton.
Nel 1648 Booker e Lilly furono costretti ad andare all'assedio di Colchester per incoraggiare le truppe parlamentari con le loro previsioni.
Dopo la Restaurazione chiese il permesso di continuare la pubblicazione del suo almanacco. Morì l'8 aprile 1667, dopo tre anni di dissenteria. Elias Ashmole acquistò i suoi libri e giornali.

## Opere
Il suo Bloody Irish Almanack contiene materiale storico sulla ribellione irlandese, ed è stato l'autore del Tractatus Paschalis, o un Discourse concerning the Holy Feast of Easter (1664).